# Cathédrale de Brugnato
La cathédrale de Brugnato est une église catholique romaine de Brugnato, en Italie. Il s'agit d'une cocathédrale du diocèse de La Spezia-Sarzana-Brugnato.